# Елементарний симетричний многочлен
Елементарні симетричні многочлени — один з підвидів симетричних многочленів, їх важливість у тому, що з них можна скласти довільний симетричний многочлен. 
Елементарні симетричні многочлени мають вигляд:
{\displaystyle {\begin{aligned}e_{0}(x_{1},x_{2},\dots ,x_{n})&=1,\\e_{1}(x_{1},x_{2},\dots ,x_{n})&=\textstyle \sum _{1\leq j\leq n}x_{j},\\e_{2}(x_{1},x_{2},\dots ,x_{n})&=\textstyle \sum _{1\leq j<k\leq n}x_{j}x_{k},\\e_{3}(x_{1},x_{2},\dots ,x_{n})&=\textstyle \sum _{1\leq j<k<l\leq n}x_{j}x_{k}x_{l},\\\end{aligned}}}
і так далі до
{\displaystyle e_{n}(x_{1},x_{2},\dots ,x_{n})=x_{1}x_{2}\cdots x_{n}.}
Для довільного многочлена можна записати:
{\displaystyle e_{k}(x_{1},\ldots ,x_{n})=\sum _{1\leq j_{1}<j_{2}<\cdots <j_{k}\leq n}x_{j_{1}}\cdots x_{j_{k}}.}

## Алгебраїчна незалежність
Елементарні симетричні многочлени є алгебраїчно незалежними, тобто для будь-якого n > 0 не існує такого ненульового многочлена P від n змінних, що  {\displaystyle P(e_{1},\ldots ,e_{n})=0.} Для доведення цього факту, на множині всіх одночленів {\displaystyle x_{1}^{a_{1}}\ldots x_{n}^{a_{n}}} можна ввести два відношення лінійного порядку:
- Перше відношення {\displaystyle x_{1}^{a_{1}}\ldots x_{n}^{a_{n}}>x_{1}^{b_{1}}\ldots x_{n}^{b_{n}}} якщо {\displaystyle a_{j}+\ldots +a_{n}>b_{j}+\ldots +b_{n}} для найменшого індексу j для якого {\displaystyle a_{j}+\ldots +a_{n}\neq b_{j}+\ldots +b_{n}}.
- Друге відношення є лексикографічним упорядкуванням, тобто {\displaystyle x_{1}^{a_{1}}\ldots x_{n}^{a_{n}}>x_{1}^{b_{1}}\ldots x_{n}^{b_{n}},} якщо {\displaystyle a_{j}>b_{j}} для найменшого індексу j для якого {\displaystyle a_{j}\neq b_{j}}.

Якщо P є ненульовим многочленом, то його можна записати, як суму одночленів виду {\displaystyle cy_{1}^{a_{1}-a_{2}}y_{2}^{a_{2}-a_{3}}\ldots y_{n-1}^{a_{n-1}-a_{n}}y_{n}^{a_{n}}.} Нехай {\displaystyle ky_{1}^{a_{1}-a_{2}}y_{2}^{a_{2}-a_{3}}\ldots y_{n-1}^{a_{n-1}-a_{n}}y_{n}^{a_{n}}} є одночленом, що є найбільшим у першому впорядкуванні. Тоді підставляючи {\displaystyle y_{i}=e_{i}} і розписуючи одержаний вираз, як многочлен від {\displaystyle x_{1},\ldots ,x_{n}} одержуємо, що найбільший у другому впорядкуванні одночлен одержаного многочлена має вигляд {\displaystyle kx_{1}^{a_{1}}\ldots x_{n}^{a_{n}}.} Якщо тепер {\displaystyle P(e_{1},\ldots ,e_{n})=0,} то k=0, а тому і {\displaystyle P=0.}

## Теорема Вієта
Однією з причин широкого застосування елементарних симетричних многочленів є теорема Вієта: Нехай P — многочлен із коефіцієнтами з деякого поля старшим коефіцієнтом рівним одиниці. У своєму алгебраїчному замиканні цей многочлен має кількість коренів рівну його степеню (з урахуванням кратності коренів) і можна записати:
{\displaystyle P=t^{n}+a_{n-1}t^{n-1}+\cdots +a_{2}t^{2}+a_{1}t+a_{0}=(t-x_{1})(t-x_{2})\cdots (t-x_{n}),}
тоді коефіцієнти P виражаються через елементарні симетричні многочлени від його коренів. А саме:
{\displaystyle {\begin{aligned}a_{n-1}&=-x_{1}-x_{2}-\cdots -x_{n}\\a_{n-2}&=x_{1}x_{2}+x_{1}x_{3}+\cdots +x_{2}x_{3}+\cdots +x_{n-1}x_{n}=\textstyle \sum _{1\leq i<j\leq n}x_{i}x_{j}\\&{}\ \,\vdots \\a_{n-d}&=\textstyle (-1)^{d}\sum _{1\leq i_{1}<i_{2}<\cdots <i_{d}\leq n}x_{i_{1}}x_{i_{2}}\cdots x_{i_{d}}\\&{}\ \,\vdots \\a_{0}&=(-1)^{n}x_{1}x_{2}\cdots x_{n}.\\\end{aligned}}}

## Фундаментальна теорема про симетричні многочлени
Нехай R — комутативне кільце з одиницею. Тоді довільний симетричний многочлен від n змінних з коефіцієнтами з R, може бути записаний як многочлен від змінних {\displaystyle e_{1},\ldots ,e_{n}} з коефіцієнтами з R.